# Liste von Nützlingen
Die Liste von Nützlingen führt bedeutende Nützlinge in der Biologischen Schädlingsbekämpfung auf. Zunächst wird der Nützling genannt und anschließend der Schädling oder die Schädlinge, gegen die der Nützling einsetzbar ist. Für manche Nützlinge gibt es noch keine deutschen Namen. Die Überschriften benennen die Klassen, es folgt der Name der Ordnung oder Unterordnung, mit dem ersten Punkt die Familie und der zweite, eingerückte Punkt steht für besondere Arten. Besondere Arten sind jene, die in der biologischen Schädlingsbekämpfung eine große Rolle spielen. Das kann auf die Fressleistung und das Nahrungsspektrum der Tiere zurückzuführen sein, auf leichte Massenvermehrung oder auf geringe Standortansprüche. In einigen Fällen kann dies auch für ganze Familien gelten.

## Spinnentiere(Arachnida)
Der Großteil der Milbenarten (Acari) lebt phytophag, einige gelten als Vorratsschädlinge, leben als Parasiten von Mensch oder Tier oder als Destruenten. Milben reagieren empfindlich auf Pestizide. Folgend die zoophagen Raubmilben, die oft der Familie Phytoseiidae angehören:
- Unterordnung Raubmilben (Gamasida):
  - Amblyseius barkeri, A. cucumeris. Schädling: Thripse, Weichhautmilben, Spinnmilben (bei geringem Befall)
  - Hypoaspis miles, H. aculeifer. Schädling: Trauermücken- und Sumpffliegenlarven, Thripspuppen, Springschwänze, Weichhautmilbe Rizoglyphus robini
  - Phytoseiulus persimilis, Schädling: Spinnmilben
  - Amblyseius swirskii, Schädling: Thripse (junge Larvenstadien), weiße Fliege (Eier und Larven)

## Fadenwürmer(Nematodes)
- - Nematode Steinernema feltiae. Schädling: Kirschfruchtfliege (Rhagoletis cerasi)
  - Nematode Steinernema feltiae. Schädling: Dickmaulrüssler (Otiorhynchus sulcatus)
  - Nematode Steinernema feltiae. Schädling: Trauermücken
  - Nematode Steinernema feltiae. Schädling: Kaliforn. Blütenthrips (Frankliniella occidentalis)
  - Nematode Heterorhabditis spp. Schädling: Larven des Gartenlaubkäfers Phyllopertha horticola

## Insekten(Insecta)

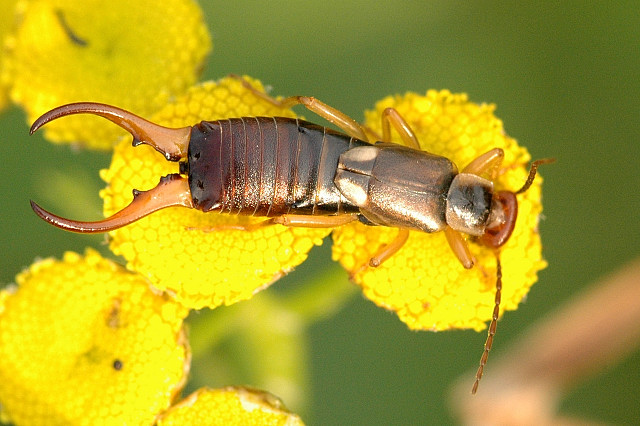
Gemeiner Ohrwurm (Forficula auricularia)

Ohrwürmer (Dermaptera) spielen im Obstbau eine große Rolle als Antagonisten der Blutlaus (Eriosoma lanigerum); 50 bis 120 Stück werden pro Nacht gefressen. Läuse werden bevorzugt, aber ohne Beute können Ohrwürmer zu Schädlingen werden. Sie fressen dann bevorzugt weiches Pflanzenmaterial wie Blüten oder überreifes Obst.
- Eigentliche Ohrwürmer (Forficulidae):
  - Gemeiner Ohrwurm (Forficula auricularia): Bedeutendste Art in Kulturen.[4]

Wanzen (Heteroptera):
- Blumenwanzen (Anthocoridae):
  - Anthocoris nemorum: Frisst Spinnmilben, Blattläuse in allen Stadien, kleine Raupen, Gallmückenlarven, Birnenblattsauger (Cacopsylla), Käferlarven und -puppen.[5]
  - Orius majusculus: Gilt als erfolgreicher Nachfolger der uneffektiven Amblyseius-Raubmilben zur Bekämpfung des Kalifornischen Blütenthrips im Erwerbsgartenbau.[6]

Netzflügler (Planipennia):

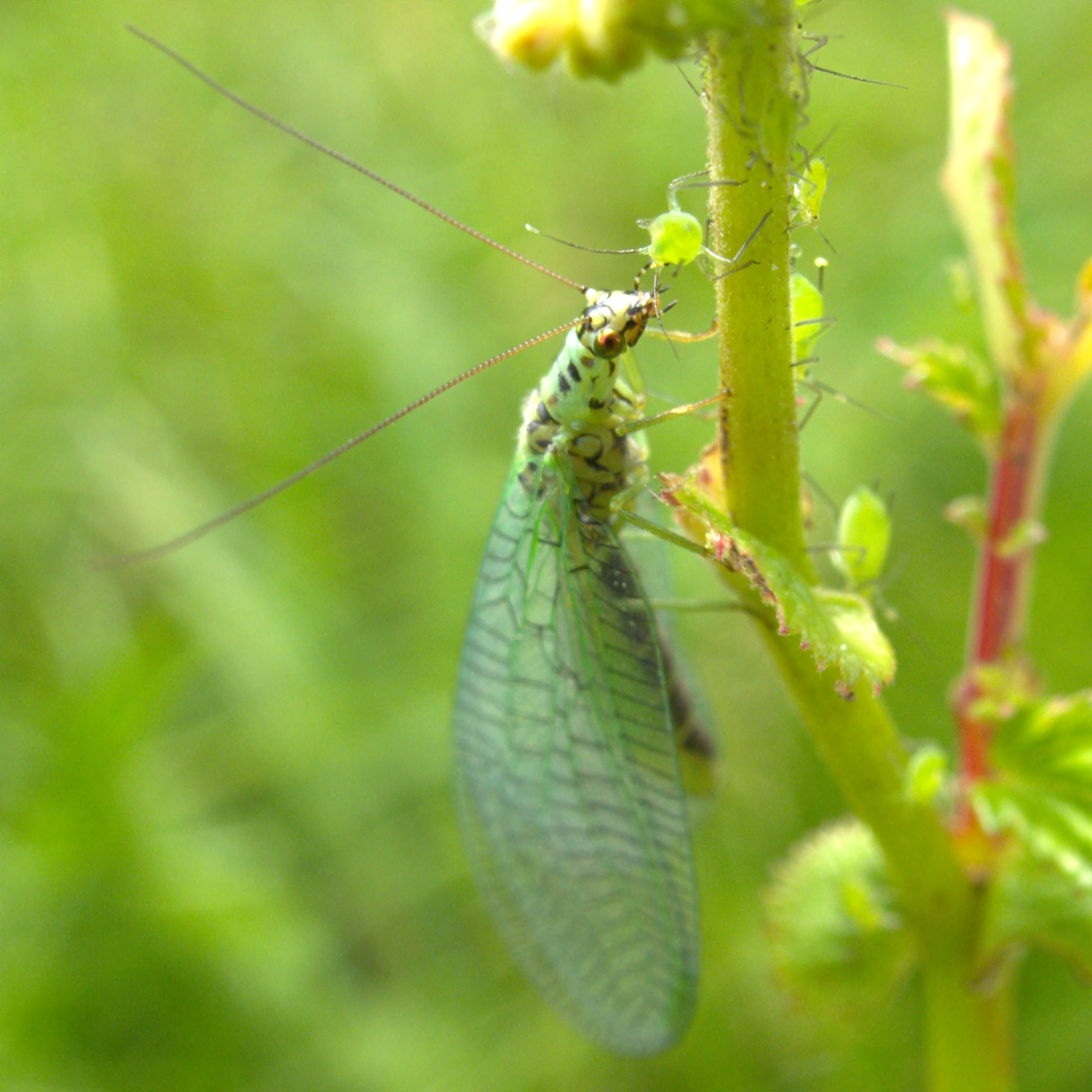
Grünes Perlenauge (Chrysopa perla) unter Pflanzenläusen

- Florfliegen (Chrysopydae) ernähren sich als Imago meist nur von Nektar oder Honigtau, nur bei einigen Arten ernähren sie sich räuberisch. Die Larven leben alle räuberisch-polyphag und werden auch Blattlauslöwen genannt (so auch die Larven der Taghaften).[7]
  - Gemeine Florfliege (Chrysoperla carnea); (Insekt des Jahres (Deutschland) 1999): Die Larve frisst Blatt-, Woll-, Schild- und Schmierläuse (200 bis 500 Läuse pro Entwicklung), Thripse, Spinnmilben, Raupen.
  - Grünes Perlenauge (Chrysopa perla): Larve vertilgt bis zu 1000 Blattläuse pro Entwicklung. Auch die Imago lebt räuberisch.[8]

Hautflügler (Hymenoptera):

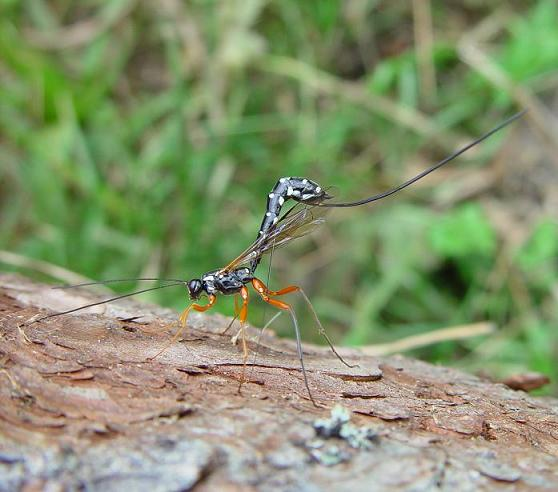
Holzschlupfwespe (Rhyssa persuasoria) legt mittels Legebohrer Eier in einen Fichtenstamm.

- Schlupfwespen (Ichneumonidae): Ichneumoniden haben große Bedeutung im Obstbau und Forst, da sie Raupen, Fliegen-, Blattwespen- als auch Käferlarven parasitieren, wobei auch jene, die in Holz leben, nicht geschützt sind.[9]
  - Holzschlupfwespe (Rhyssa persuasoria): Die Imagines legen ihre Eier in von Larven befallenes Holz, die Larve des Nützlings lebt ektoparasitisch von Holzwespen (Siricidae) und Bockkäfer (Cerambycidae).[10][11]
  - Leptomastix dactylopii: Dieser monophage Endoparasit parasitiert Woll- und Schmierläuse, insbesondere die Zitrusschmierlaus (Planococcus citri). Leptomastix dactylopii muss bei geringem Schädlingsbefall eingesetzt werden, ansonsten ist eine Wirkung erst nach 2 bis 3 Monaten zu sehen. Die Schädlinge werden allerdings auch bei geringer Dichte gut gefunden.[12] Leptomastix dactylopii soll im biologischen Pflanzenschutz nur zusammen mit Leptomastidea abnormis verwendet werden.[13]
  - Leptomastidea abnormis: Dieser monophage Endoparasit parasitiert Woll- und Schmierläuse, insbesondere die Zitrusschmierlaus (Planococcus citri).[14] Die Anwendung sollte nur gemeinsam mit Leptomastix dactylopii erfolgen.[15]

- Aphelinidae; aus der Überfamilie der Erzwespen (Chalcidoidea):
  - Encarsia formosa: Die Art hat sich in Gewächshäusern zur Bekämpfung von Weißen Fliegen (Trialeurodes vaporariorum) bewährt.[16][17]

- Brackwespen (Braconidae):
  - Dacnusa sibirica: Sie wird in Massen gezüchtet und in Gewächshäusern gegen Minierfliegen eingesetzt.[18]

- Eulophidae; aus der Überfamilie der Erzwespen (Chalcidoidea):
  - Diglyphus isaea: Die Art wird erfolgreich gegen Minierfliegen in Gewächshäusern eingesetzt.[19]

Käfer (Coleoptera):
- Marienkäfer (Coccinellidae):
  - Siebenpunkt-Marienkäfer (Coccinella septempunctata); (Insekt des Jahres 2006 in Deutschland und Österreich): Bevorzugt Blattläuse
  - Australischer Marienkäfer Cryptolaemus montrouzieri: Ein australischer Marienkäfer vertilgt täglich ca. 250 Woll- oder Schmierläuse.

Zweiflügler (Diptera):
- Gallmücken (Cecidomyiidae):
  - Feltiella acarisuga. Schädling: Spinnmilben
  - Blattlausgallmücke (Aphidoletes aphidimyza): Die Art hat über 60 Arten an Blattläusen als Beutetiere und wird als effektiver Nützling gerne in Gewächshäusern eingesetzt.[20] Die Imagines leben ausschließlich von Honigtau. Ein Weibchen kann, bevorzugt in Blattlauskolonien, bis zu 200 Eier ablegen. Die Larven können während 5 bis 8 Tagen 20 bis 80 Blattläuse fressen.[21]

## Mikroorganismen
Bakterien (Bacteria):
- Bacillus thuringiensis. Schädlinge: Larven von Insekten der Ordnungen Coleoptera, Lepidoptera und Diptera

Pilze (Fungi):
- Beauvaria bassiana: Einsatz u. a. gegen Weiße Fliege, Thripse u. a. Insekten
- Metarhizium anisopliae: Pathogen für verschiedene Insektenstadien die im Boden leben, Einsatz v. a. gegen Dickmaulrüssler

Viren:
- Verschiedene Granuloseviren gegen Wickler-Arten im Obstbau[22]